# مسعر بن كدام
 أبو سلمة مِسْعَرُ بْنُ كِدَامٍ بن ظُهَيْر بن عبيدة بن الحارث الهلالي الكوفي (توفي: 153 هـ / 722م) شيخ العراق وأحد رواة الحديث النبوي، ومن الأئمة العدول. وثقة الذهبي وقال: «كان من العباد القانتين»، وابن حجر العسقلاني: «ثقة ثبت فاضل». قال أبو زرعة الدمشقي: «سمعت أبا نعيم يقول كان مسعر شكاكًا في حديثه، وليس يخطئ في شيء من حديثه إلا في حديث واحد».

## روايته للحديث النبوي
- روى عن: عدي بن ثابت وعمرو بن مرة الجملي والحكم بن عتيبة وثابت بن عبيد وقتادة بن دعامة وسعد بن إبراهيم بن عبد الرحمن بن عوف وزياد بن علاقة وسعيد بن أبي بردة الأشعري وعبد الله بن عبد الله بن جبر وقيس بن مسلم وأبي بكر بن عمارة بن رويبة ووبرة بن عبد الرحمن المسلي وإبراهيم بن محمد بن المنتشر وأبي إسحاق السبيعي وحبيب بن أبي ثابت وزيد العمي وعبيد الله بن القبطية ومحارب بن دثار وعطاء بن السائب وعلي بن الأقمر ومعبد بن خالد ويزيد الفقير وعمير بن سعد صاحب علي بن أبي طالب وابن أبي ليلى ومحمد بن عبد الرحمن مولى آل طلحة ومحمد بن جحادة ومحمد بن سوقة ومحمد بن مسلم بن شهاب ومحمد بن المنكدر ومحمد بن عبيد الله الثقفي ومحمد بن زيد العمري ومحمد بن قيس بن مخرمة ومحمد بن خالد الضبي ومحمد بن جابر اليمامي ومحمد بن عبد الله بن الزبيري ومحمد بن الأزهر.
- روى عنه: سفيان بن عيينة ويحيى القطان وسليمان التيمي وهو أحد شيوخه وابن نمير وشعيب بن حرب والخريبي ووكيع بن الجراح وأبو أحمد الزبيري ومحمد بن عبيد ويزيد بن هارون وعبد الله بن المبارك ومحمد بن بشر وابن كناسة ويحيى بن آدم وخلاد بن يحيى وعبد الله بن محمد بن المغيرة وثابت بن محمد العابد.[3]

## سيرته
- روى مصعب بن المقدام يقول: «رأيت النبي صلى الله عليه وسلم في المنام وسفيان الثوري آخذ بيده وهما يطوفان، فقال سفيان الثوري: يا رسول الله مات مسعر بن كدام. قال نعم واستبشر به أهل السماء».
- قال سفيان بن عيينة: «لما مات مسعر رأيت كأن المصابيح والسرج قد طفئت، فقال سفيان هو موت العلماء، ولما حضرت مسعر الوفاة دخل عليه سفيان الثوري فوجده جزعاً فقال له: لم تجزع، فوالله لوددت أني مت الساعة. فقال مسعر: أقعدوني. وقال: إنك لواثق بعملك يا سفيان».
- عن سفيان قلت لمسعر: «إن إنساناً كلمني أن أكلمك أن تحدثه، وكانوا يهابون مسعراً. قال: قله يجيء. قلت: فأجي أنا معه، قال: أما أنت فبت عندنا».
- أثنى رجلٌ على مسعر فقال: «تثني عليّ وأنا أبني بالآجر وأقبض جوائز السلطان».
- قال محمد بن مسعر: «كان أبي لا ينام حتى يقرأ نصف القرآن. فإذا فرغ من ورده لف رداءه ثم هجع عليه هجعةً خففة، ثم يثب كالرجل الذي ظل منه شيء فهو يطلبه وإنما هو السواك والطهور، ثم إلى الفجر، وكان يجهد على إخفاء ذلك».
- كان يقول: «إن طلبت العلم لنفسك فأقلل، وإن طلبته للناس فأنت في شغلٍ شاغل. ويقول: إن هذا الحديث يصدكم عن ذكر الله وعن الصلاة، فهل أنتم منتهون. ويقول: من همته نفسه تبين ذلك عليه».
- استسقت أم مسعر ماء منه في بعض الليل فذهب فجاء بقربة ماءٍ، فوجدها قد غلبها النوم فثبت في الشربة على يديه حتى أصبح.
- عن ابن السماك قال: «رأيت مسعراً في المنام فقلت: أليس قد متّ، قال بلى. قلت: فأي العمل وجدت أنفع، قال: ذكر الله عز وجل».
- عن سفيان بن عيينة عن مسعر قال: «إن الجنة والنار قد لُقِّيتا السمع من بني آدم، فإذا قال العبد اللهم إني أسألك الجنة، قالت: اللهم بلغه، وإذا قال: اللهم أني أعوذ بك من النار، قالت: اللهم أعذه، فإذا لم يذكرهما، قالت الملائكة أغفلوا العظيمتين».[4]
- عن سفيان بن عيينة قال: ربما رأيت مسعرًا يجيئه الرجل فيحدثه بالشيء وهو أعلم به منه فيستمع له وينصت،
- قال الهيثم: «لم يسمع مسعر حديثًا قطّ إلا في المسجد الجامع، وكانت له أم عابدة فكان يحمل معها لبدًا ويمشي معها حتى يدخلا المسجد فيبسط لها اللّبد فتصلي، ويتقدّم هو إلى مقدّم المسجد فيصلّي، ثم يقعد فيجتمع إليه من يريد فيحدّثهم، ثمّ ينصرف إلى أُمه فيحمل لبدها وينصرف معها، ولم يكن له مأوى إلا منزله والمسجد، وكان مُرْجيًا فمات فلم يشهده سفيان الثوري ولا الحسن بن صالح بن حي.[5]
- قال مسعر بن كدام: «العلم: شرف الأحساب، يرفع الخسيس في نسبه، ومن قعد به حسبه: نهض به أدبه».[6]
- مدحه ابن المبارك وقال:[7]

- قال مسعر بن كدام لابنه:[8]

## الجرح والتعديل
- قال محمد بن بشر العبدي: «كان عند مسعر ألف حديث، فكتبتها سوى عشرة».
- قال يحيى بن سعيد: «ما رأيت أحدا أثبت من مسعر».
- قال أحمد بن حنبل: «الثقة كشعبة ومسعر».
- قال وكيع بن الجراح: «شك مسعر كيقين غيره».[9]
- قال أبو حاتم الرازي: «إذا خالف الثوري مسعرا فالحكم لمسعر فإنه المصحف، ومرة: مسعر أتقن وأجود حديثا وأعلي إسنادا من الثوري وأتقن من حماد بن زيد».
- قال أبو حاتم بن حبان البستي: «ذكره في الثقات وقال: كان مرجئا ثبتا في الحديث، ومرة في مشاهير علماء الأمصار: كان متقنا».
- قال أبو داود السجستاني: «مسعر صاحب شيوخ روى عن مئة لم يرو عنهم الثوري».
- قال أبو زرعة الرازي: «ثقة».
- قال أبو عبد الله الحاكم النيسابوري: «من أئمة المسلمين وثقاتهم».
- قال أبو نعيم الأصبهاني: «ثقة خيار».
- أبو نعيم الفضل بن دكين: «مسعر أثبت ثم سفيان ثم شعبة، ومرة: كان مسعر شكاكا في حديثه وليس يخطئ في شيء من حديثه إلا في حديث واحد
- أحمد بن صالح الجيلي: ثقة، ثبت في الحديث».
- قال ابن حجر العسقلاني: «ثقة ثبت فاضل».
- الذهبي أحد الأعلام: إمام ثبت، شيخ العراق، حافظ، من أسنان شعبة، ومرة: عامة حديثه عن أهل بلده، إلا قتادة، فكأنه ارتحل إليه»
- خالد بن دينار البصري: «ثقة».
- سفيان الثوري: «كنا إذا اختلفنا في شيء سألنا مسعرا عنه، لم يكن في زمانه مثله».
- قال سفيان بن عيينة: «كان عندنا من معادن الصدق، ما لقيت أحدا أفضله على مسعر».
- سليمان بن مهران الأعمش: «شكه كيقين غيره».
- شعبة بن الحجاج: «كنا نسميه المصحف، مسعر في الكوفيين كابن عون في البصريين، شيطان مسعر يستضعفه، يشككه في الحديث».
- عبد الله بن داود الخريبي: «كان يسمى المصحف لقلة خطئه، وحفظه، ما من أحد إلا وقد أخذ عليه إلا مسعر».
- علي بن المديني: «ثقة صحيح الحديث متثبت».
- محمد بن بشر العبدي: «كان عند مسعر ألف حديث، فكتبتها سوى عشرة».
- محمد بن عمار الموصلي:	«حجة، ومن بالكوفة مثله».
- هشام بن عروة القرشي: «ما قدم علينا من العراق أفضل من أيوب ومسعر، ومرة: ما رأيت بالكوفة مثل الرؤاسى».
- يحيى بن سعيد القطان: «ما رأيت مثله كان من أثبت الناس».
- يحيى بن معين: «ثقة لم يرحل مسعر في حديث قط، وفي ورواية ابن محرز: لم يسمع في غير الكوفة شيئا قط، إنما سماعه ممن قدم عليهم الكوفة».
- يعلى بن عبيد الطنافسي: « كان مسعر قد جمع العلم والورع».
- قال العجلي: «كوفي ثقة ثبت. كان الأعمش يقول: شيطان مسعر يستضعفه، يشككه في الحديث، وكان يقول الشعر».

## كتب مؤلفة فيه
- كتاب طبقات الرواة عن مسعر بن كدام الكوفي المتوفى سنة 155 هـ: بحث مقدم لنيل درجة الدكتوراة تأليف منصور بن سعد بن دمحم الصبحي، نشر عام 1433 هـ.[10]

## وفاته
توفي مسعر بن كدام في مكة سنة 153 هـ.